# 崖っぷちの男
『崖っぷちの男』（がけっぷちのおとこ、Man on a Ledge）は、2012年のアメリカ合衆国のアクション・スリラー映画。
監督はアスガー・レス、出演はサム・ワーシントンとエリザベス・バンクスなど。
高層ビルから飛び降りようとする男と彼を説得しようとする交渉人の女性刑事とのやり取りの中で男の真の目的が次第に明らかになっていくさまを描いている。

## ストーリー
4千万ドルの巨大ダイヤモンドを強奪した罪で刑務所に収監されている元刑事ニック・キャシディは、父親の葬儀に出席することを許されるが、その場で騒ぎを起こし逃亡する。
その後、ニックはニューヨーク・ルーズベルトホテルの高層階に“ウォーカー”と名乗って部屋をとり、飛び降り自殺を図ろうとする。自殺志願者には説得役の交渉人が派遣されるが、ニックはリディア・マーサーを指名する。リディアは2ヶ月前に説得に失敗し、信用を失っていたが、過去の仕事ぶりは優秀だった。ニックは彼女の誠実さまで調べた上で指名したのだ。
ホテルの向かいは、ダイヤモンド商デイヴィット・イングランダーの持ちビルだった。ニックが盗んだとされる巨大ダイヤは、イングランダー愛蔵のお宝だった。2年前、ニックは副業として、この巨大ダイヤの輸送警備を担当した。しかし、覆面の二人組にダイヤを奪われ、犯人に仕立てられたのだ。当時、破産寸前だったイングランダーは、巨大ダイヤの保険金で会社を立て直していた。
イングランダーのビルに忍び込むジョン(ニックの弟)と、その恋人アンジー。隠し持った無線でジョンに指示するニック。ニックの脱獄と自殺騒ぎは、イングランダーが秘匿している因縁の巨大ダイヤを奪うためだったのだ。綿密な計画に従ってビルの金庫室に忍び込むジョンとアンジー。
説得を続けるリディアに、人生を奪われた苦しみを語るニック。交渉人として信用を失っている身には響く言葉で、ニックの無実を信じ始めるリディア。調べると、ダイヤ盗難事件の直前に、ニックは悪徳警官に関する内部調査に協力していた。ニックは、ダイヤ警備の副業に誘われた時点から、悪徳警官の罠にはまっていたのだ。
巨大ダイヤを奪って逃げるジョンとアンジー。だが、警官のマーカスがジョンとアンジーを拘束した。マーカスとマイク(ニックの元相棒)こそ、ニックを陥れた悪徳警官だったのだ。
特殊部隊に追われ、屋上に追い詰められるニック。マーカスは警官たちを立ち去らせ、ニックとジョンに銃を突き付けた。マーカスの背後に現れ、巨大ダイヤを取り戻すイングランダー。だが、ニックたちは改心した相棒のマイクによって救われた。イングランダーを捕えるニック。人々が注視する中、ニックは、盗まれたはずの巨大ダイヤがイングランダーの懐にあることを暴くのだった。

## キャスト
(ウォーカー)ニック・キャシディ
演 - サム・ワーシントン、日本語吹替 - 東地宏樹
4千万ドルの巨大ダイヤモンドを盗んで売りさばいたとの罪を着せられ、懲役25年の刑に服していた元NY市警官。父の葬儀の場で脱走をはかり、無実を証明するために、ニューヨークの高級ホテル「ルーズヴェルト・ホテル」の21階から飛び降りようとする。
リディア・マーサー
演 - エリザベス・バンクス、日本語吹替 - 安藤麻吹
NY市警の女性交渉人。1ヶ月前に自殺志願者の説得に失敗して死なせてしまい、しまいにはそのことをメディアにも取り上げられた過去を持つ。交渉人としての経験に基づく直感から、ニックの無実を信じるようになる。
ジョーイ(ジョン)・キャシディ
演 - ジェイミー・ベル、日本語吹替 - 小森創介
ニックの弟。一見頼りない不良だが、ニックの立てた計画を忠実に実行する。
マイク・アッカーマン
演 - アンソニー・マッキー、日本語吹替 - 桐本琢也
ニックの元相棒。服役中のニックが父の葬儀に参列できるように特別にはからうが、脱走したニックを追うことになる。
アンジェラ（アンジー）・マリア・ロペス
演 - ジェネシス・ロドリゲス、日本語吹替 - 甲斐田裕子
ジョーイの恋人。勝ち気でセクシーな美女で、ジョーイの相棒としてニックの計画を手伝う。
デヴィッド・イングランダー
演 - エド・ハリス、日本語吹替 - 菅生隆之
実業家で、ダイヤモンド王。ニックが盗んだとされる巨大ダイヤモンドを所有していた。
スージー・モラレス
演 - キーラ・セジウィック、日本語吹替 - 唐沢潤
TVレポーター。正義や倫理よりも目の前の話題性を追い求める。
ジャック・ドハーティ
演 - エド・バーンズ、日本語吹替 - 石塚運昇
NY市警の交渉人。リディアの同僚。ニックがリディアを交渉人に指名したことに不快感を示すが、暴走しがちなリディアを冷静にバックアップする。
ダンテ・マーカス
演 - タイタス・ウェリヴァー、日本語吹替 - 仲野裕
NY市警官。ニックの飛び降り騒ぎの現場の指揮を執る。
フランク・キャシディ
演 - ウィリアム・サドラー、日本語吹替 - 野島昭生
ニックの部屋の客室係。ニックを気にかけ、食事を差し入れるなどしてくれる。※実は、ニックの父親。

## 作品の評価
Rotten Tomatoesによれば、批評家の一致した見解は「退屈な演技とばかげた筋書きが、『崖っぷちの男』の少しだけ興味をそそる基本設定をダメにしている。」であり、160件の評論のうち高評価は32%にあたる51件で、平均点は10点満点中4.81点となっている。
Metacriticによれば、32件の評論のうち高評価は4件、賛否混在は18件、低評価は10件で、平均点は100点満点中40点となっている。